# مهدی‌خان‌لی
مهدی‌خان‌لی (به لاتین: Mehdixanlı) یک منطقه مسکونی در جمهوری آذربایجان است که در شهرستان بردع واقع شده است. مهدی‌خان‌لی ۱۷۸ نفر جمعیت دارد.